# Die Klabauterflagge oder Atje Potts erste und höchst merkwürdige große Fahrt
Die Klabauterflagge oder Atje Potts erste und höchst merkwürdige große Fahrt ist eine Erzählung des deutschen Schriftstellers Hans Leip (* 1893; † 1983).
Die Klabauterflagge ist eine spannende Abenteuergeschichte, die seit ihrem ersten Erscheinen als ein Bändchen der Insel-Bücherei 1933 bis heute fast durchgehend immer wieder aufgelegt wurde und sich sehr gut als Erzählung für die Jugend eignet.

## Inhalt
„Von den vielen Geschichten, die mir Käptn Pott aus seinem bewegten, fahrtenreichen Seemannsleben erzählt hat und die zumeist kurz und in halbem Selbstgespräch in den Wind gemurmelt waren, ist mir zumeist nichts als ein brandender, atembeklemmender Nebel in der Erinnerung geblieben, darin noch immer berauschend und zehrend die Worte funkeln: Die See, die See, die weite Welt. Eine einzige Geschichte nur war länger: die von der Klabauterflagge...“ 
Der alte Kapitän Pott erzählt eine Geschichte aus seiner Kindheit. Verwaist kommt er als zehnjähriger Junge nach Cuxhaven zu seiner Tante. Bei ihr wohnt auch der hellsichtige Fischer Matten, der die merkwürdige Angewohnheit hat, an die Häuser zu tippen und zu sagen: „Dee is dat!“, womit er anzeigte, dass in diesem Hause etwas Ungewöhnliches geschehen würde.
Matten nimmt den kleinen Atje Pott eines Tages in seinem Fischewer mit auf Fang zur Doggerbank. Den reichen Fang müssen sie jedoch wegen eines schweren Unwetters auf See wieder über Bord werfen, worauf Matten beschließt, zunächst weiter nach England zu fahren. Dort wird ihnen im Hafen von Hull ihr Boot gestohlen als sie abends in der Taverne zum Schweinskopf sitzen. Doch es kommt noch schlimmer. In der Finsternis wird Matten überfallen, um auf ein Dampfschiff als Heizer entführt zu werden. Atje kommt ebenfalls an Bord und findet dort als Boy des reichen Passagiers Mr. Betterfield eine Stellung, die ihn vor der rauen Besatzung des Schiffes schützt. Matten hingegen verschwindet als Heizer in den Tiefen des Schiffs und Atje kriegt ihn nicht mehr zu Gesicht.
Mr. Betterfield erzählt dem Jungen seine Geschichte. Er hat auf einer kleinen, unzugänglichen griechischen Insel einen bedeutenden Goldschatz des Königs Agamemnon gefunden, wurde aber von Räubern überfallen und konnte nur mit Müh und Not mit dem Leben davonkommen. Nun hat er dieses Schiff gechartert, um mit einem geheimen Plan und der wilden Besatzung die Räuber von der Insel zu vertreiben und den unschätzbaren Schatz wiederzuerlangen. Doch bald zeigt sich, dass dem Kapitän nicht zu trauen ist, denn er versucht selbst in den Besitz des Schatzes zu kommen. Ein Giftanschlag scheitert knapp, da der Schiffskater Tom zufällig zuerst von dem Essen frisst, das für Mr. Betterfield bestimmt war.
An Bord sieht Atje am höchsten Mast für kurze Zeit die berüchtigte Klabauterflagge, die großes Unheil verheißt. Bevor sie die Insel erreichen taucht für einen Moment der alte Matten auf, der die geheime Schatzkarte an sich nimmt. Die Mannschaft findet die Insel leer vor. Mr. Betterfield führt den gierigen Kapitän zu einer Höhle, in der sich in Wahrheit aber nicht der Schatz befindet. Bevor dieser endgültig aufgibt, werden der Engländer und Atje noch durchsucht, ob sie nicht doch den Plan bei sich versteckt hätten. Da man nichts findet, werden die beiden alleine auf der Insel zurückgelassen. Bevor das Schiff abfährt, gelingt es Matten zu flüchten und schwimmend an Land zu gehen. Im Besitz der Schatzkarte findet Mr. Betterfield den Ort wieder, an dem er einst das Gold versteckt hatte, darüber hinaus aber auch seinen treuen Diener Adolar, der die ganze Zeit den Schatz bewacht hatte. Betterfield und sein Diener bleiben nun auf der Insel zurück, sich der wissenschaftlichen Erschließung des Fundes zu widmen. Matten und Atje gelangen nach langer Zeit wieder wohlbehalten und reich beschenkt in die Heimat zurück. Das Dampfschiff aber, auf dem sich die Klabauterflagge gezeigt hatte, ging im Golf von Biskaya zu Grunde.
Die Klabauterflagge, so erzählte der alte Kapitän Pott, gäbe es tatsächlich, und wer behauptet, es gibt sie nicht wirklich, der hat keine Ahnung. Es gibt Verstorbene, deren Seelen keine Ruhe finden und manches Schiff heimsuchen. Sie hissen an Bord die Klabauterflagge. Wer das sieht, der weiß, dass diesem Schiff großes Unglück geschehen wird.

## Ausgaben
- Hans Leip: Die Klabauterflagge oder Atje Potts erste und höchst merkwürdige große Fahrt. Leipzig: Insel-Verlag 1933 (Insel-Bücherei 448)
- Hans Leip: Die Klabauterflagge oder Atje Potts erste und höchst merkwürdige große Fahrt. Dresden: Reuter, 1935 (Ausgabe in deutscher Kurzschrift)
- Hans Leip: Die Klabauterflagge oder Atje Potts erste und höchst merkwürdige große Fahrt. Amsterdam: Meulenhoff, 1937
- Hans Leip: Die Klabauterflagge oder Atje Potts erste und höchst merkwürdige große Fahrt. Flensburg und Hamburg: Wolff, 1948
- Hans Leip: Die Klabauterflagge oder Atje Potts erste und höchst merkwürdige große Fahrt. Gütersloh: Bertelsmann, 1950
- Hans Leip: Die Klabauterflagge oder Atje Potts erste und höchst merkwürdige große Fahrt. Stuttgart: Reclam, 1956 (seither immer wieder neu aufgelegt und bis heute lieferbar)
- Hans Leip: Die Klabauterflagge oder Atje Potts erste und höchst merkwürdige große Fahrt. Recklinghausen: Paulus-Verlag, 1967 (Ausgabe als Jugendbuch)